# Plaža Astarea
Plaža Astarea je plaža u mjestu Mlini podno hotela Astarea.
Smještena je oko 8 kilometara jugoistočno od Dubrovnika, podno šetnice od mjesta do hotela.
Plaža je šljunčano - pješčana.